# 弗林特水危机
弗林特水危机是指2014年至2019年期間美國密歇根州弗林特爆發的飲用水危機。當地的饮用水受到铅和退伍軍人桿菌屬細菌的污染。  弗林特已老化水管中的铅渗入當地的供水系统，使得當地约10万居民面临铅中毒风险。 有6,000至12,000 名儿童饮用了铅含量过高的饮用水。 弗林特所在的傑納西縣還爆發了军团病疫情，导致12人死亡，87人被感染。 
2016年1月5日，密歇根州州长里克·斯奈德宣布弗林特所在的傑納西縣进入紧急状态，此后不久，美國总统贝拉克·奥巴马宣布授权聯邦緊急事務管理署和美國國土安全部向當地提供援助。 
四名政府官员因水危机处理不当而離職。2021年1月，已卸任密歇根州州长的里克·斯奈德和其他8名官员被指控犯下34项重罪和7项轻罪。两名官员被指控犯下过失杀人罪。  截至2020年8月20日，水危机的受害者共获得总计6亿美元的赔偿。 
截至2021年7月16日，當局已检查了27,133条供水管道，更换了10,059根铅管。弗林特當局還向當地居民提供过滤器，并为全市几乎每户人家铺设了铜製管道。 政客表示當地的自來水已“与密歇根州其他城市的水质一样好”。然而由於缺乏信任，許多當地居民依然拒絕飲用供水系統提供的自来水。 